# Premier ministre d'Islande
Le Premier ministre d'Islande (en islandais : Forsætisráðherra Íslands) est le chef du gouvernement de l'Islande. Conformément à la constitution islandaise, il dirige le gouvernement de l'Islande et détient l'essentiel du pouvoir exécutif.
L'actuelle titulaire de la fonction est Kristrún Frostadóttir depuis le 21 décembre 2024.

## Histoire
Le poste de Premier ministre succède à celui de ministre d'Islande.

## Désignation et fonction
Le premier ministre d'Islande est nommé par le président selon les termes de la Constitution de l'Islande à la section II, alinéa 17 :
« Fundunum stjórnar sá ráðherra, er forseti lýðveldisins hefur kvatt til forsætis, og nefnist hann forsætisráðherra. »
« Ces réunions sont présidées par le ministre appelé par le président à cet effet, qui est nommé premier ministre. »
Dans l'éventuelle incapacité du président pour cause d'absence, de maladie ou de décès, le premier ministre exerce, conjointement avec le président de l'Althingi et le président de la Cour suprême, l’autorité présidentielle.
Sa principale fonction est d'être le chef du gouvernement de l'Islande. A cette fonction, il exerce le pouvoir exécutif et préside les réunions ministérielles. Il est issu du parti en tête des élections législatives et capable de réunir une majorité absolue seul ou au sein d'une coalition gouvernementale.

## Liste des Premiers ministres de l'Islande

### Royaume d'Islande (1918-1944)
Succédant à l'État autonome islandais, le Royaume d'Islande nait de l'Acte d'Union de 1918 mettant en place un royaume d'Islande certes souverain et autonome, mais placé sous union personnelle avec le Danemark. Les Islandais sont désormais en mesure d'élire leur propre premier ministre et ne sont plus sous la tutelle d'un ministre d'Islande qui dépendait du gouvernement danois.
| Premier ministre (date de naissance et décès)                       | Premier ministre (date de naissance et décès) | Premier ministre (date de naissance et décès) | Gouvernement et dates | Gouvernement et dates | Gouvernement et dates | Parti                            | Cabinet                             | Législature (élection) | Roi (années de règne) | Notes, faits marquants sur la période |
| Premier ministre (date de naissance et décès)                       | Premier ministre (date de naissance et décès) | Premier ministre (date de naissance et décès) | #                     | Début                 | Fin                   | Parti                            | Cabinet                             | Législature (élection) | Roi (années de règne) | Notes, faits marquants sur la période |
| ------------------------------------------------------------------- | --------------------------------------------- | --------------------------------------------- | --------------------- | --------------------- | --------------------- | -------------------------------- | ----------------------------------- | ---------------------- | --- | --- |
|                                                                     |                                               | Jón Magnússon (1859-1926)                     | 1                     | 4 janv. 1917          | 25 fév. 1920          | Parti de l'Auto-gouvernance (is) | PAG-aPI-PP                          | Oct. 1916              | Christian X (1918-1941) | Premier chef de gouvernement du Royaume d'Islande. |
| 2                                                                   | 25 fév. 1920                                  | Jón Magnússon (1859-1926)                     | 7 mars 1922           | PAG                   | 1919                  | Parti de l'Auto-gouvernance (is) |                                     |                        | Christian X (1918-1941) | Premier chef de gouvernement du Royaume d'Islande. |
|                                                                     |                                               | Sigurður Eggerz (1875-1945)                   | •                     | 7 mars 1922           | 1919                  | 22 mars 1924                     | Parti de l'Indépendance (is)        | aPI                    | Christian X (1918-1941) | |
| 1923                                                                |                                               | Sigurður Eggerz (1875-1945)                   | •                     | 7 mars 1922           |                       | 22 mars 1924                     | Parti de l'Indépendance (is)        | aPI                    | Christian X (1918-1941) | |
|                                                                     |                                               | Jón Magnússon (1859-1926)                     | 3                     | 22 mars 1924          | 23 juin 1926 †        | Parti Conservateur (is)          | PC                                  |                        | Christian X (1918-1941) | |
| L'intérim est assuré par Magnús Guðmundsson (23 juin-8 juill. 1926) |                                               |                                               |                       |                       |                       |                                  |                                     |                        | Christian X (1918-1941) | |
|                                                                     |                                               | Jón Þorláksson (1859-1926)                    | •                     | 8 juill. 1926         | 28 août 1927          | Parti Conservateur (is)          | PC                                  |                        | Christian X (1918-1941) | |
|                                                                     |                                               | Tryggvi Þórhallsson (1889-1935)               | •                     | 28 août 1927          | 3 juin 1932           | Parti du Progrès                 | PP                                  | 1927                   | Christian X (1918-1941) | Millénaire de l'Althing (1930). |
| 1931                                                                |                                               | Tryggvi Þórhallsson (1889-1935)               | •                     | 28 août 1927          | 3 juin 1932           | Parti du Progrès                 | PP                                  |                        | Christian X (1918-1941) | Millénaire de l'Althing (1930). |
|                                                                     |                                               | Ásgeir Ásgeirsson (1894-1972)                 | •                     | 3 juin 1932           | 28 juill. 1934        | Parti du Progrès                 | PP-PI                               |                        | Christian X (1918-1941) | |
| 1933                                                                |                                               | Ásgeir Ásgeirsson (1894-1972)                 | •                     | 3 juin 1932           | 28 juill. 1934        | Parti du Progrès                 | PP-PI                               |                        | Christian X (1918-1941) | |
|                                                                     |                                               | Hermann Jónasson (1896-1976)                  | 1                     | 28 juill. 1934        | 2 avr. 1938           | Parti du Progrès                 | PP-PSD                              | 1934                   | Christian X (1918-1941) | Début de la Seconde Guerre mondiale (1939). Occupation de l'Islande par le Royaume-Uni (Opération Fork) (1940). Occupation de l'Islande par les États-Unis (1941). Régence (1941). |
| 2                                                                   | 2 avr. 1938                                   | Hermann Jónasson (1896-1976)                  | 17 avr. 1939          | PP                    | 1937                  | Parti du Progrès                 |                                     |                        | Christian X (1918-1941) | Début de la Seconde Guerre mondiale (1939). Occupation de l'Islande par le Royaume-Uni (Opération Fork) (1940). Occupation de l'Islande par les États-Unis (1941). Régence (1941). |
| 3                                                                   | 17 avr. 1939                                  | Hermann Jónasson (1896-1976)                  | 18 nov. 1941          | PP-PI-PSD             | 1937                  | Parti du Progrès                 |                                     |                        | Christian X (1918-1941) | Début de la Seconde Guerre mondiale (1939). Occupation de l'Islande par le Royaume-Uni (Opération Fork) (1940). Occupation de l'Islande par les États-Unis (1941). Régence (1941). |
| 4                                                                   | 18 nov. 1941                                  | Hermann Jónasson (1896-1976)                  | 16 mai 1942           | PP-PI-PSD             | 1937                  | Parti du Progrès                 | Régent Sveinn Björnsson (1941-1944) |                        | | Début de la Seconde Guerre mondiale (1939). Occupation de l'Islande par le Royaume-Uni (Opération Fork) (1940). Occupation de l'Islande par les États-Unis (1941). Régence (1941). |
|                                                                     |                                               | Ólafur Thors (1892-1964)                      | 1                     | 16 mai 1942           | 16 déc. 1942          | Parti de l'Indépendance          | Régent Sveinn Björnsson (1941-1944) | PI                     | Juil. 1942 | |
| Oct. 1942                                                           |                                               | Ólafur Thors (1892-1964)                      | 1                     | 16 mai 1942           | 16 déc. 1942          | Parti de l'Indépendance          | Régent Sveinn Björnsson (1941-1944) | PI                     | | |
|                                                                     |                                               | Björn Þórðarson (1879-1963)                   | •                     | 16 déc. 1942          | 21 oct. 1944          | Indépendant                      | Régent Sveinn Björnsson (1941-1944) | Ind.                   | Dernier chef de gouvernement du Royaume d'Islande. Premier chef de gouvernement de la République d'Islande. Fondation de la République d'Islande (1944). | |

### République d'Islande (depuis 1944)
Au cours de la Seconde Guerre mondiale, l'Islande se retrouve coupé du Danemark en raison de son occupation par le Troisième Reich. Mis sous pression à la fois par l'Axe et les Alliés, l'île finit occupée par les Britanniques puis les Américains au terme de l'Opération Fork en 1940. Forcée à la neutralité, elle collabore néanmoins avec les Alliés avec une contribution en ressources.
Sans plus aucun liens avec le Danemark, l'Althing confie dans un premier temps le pouvoir au gouvernement islandais avant de nommer un régent : le 17 juin 1941, Sveinn Björnsson est élu à cette fonction par le parlement. L'Islande étant désormais entièrement chargée des affaires courantes du fait de la situation, les parlementaires décident dès 1942 de se lancer dans un processus de rupture unilatérale avec le Danemark. Dans un premier temps, les Actes d'union de 1918 sont abrogés le 25 février 1944. Ils passent ensuite par une phase d'approbation par un référendum constitutionnel le 23 mai et enfin la proclamation de la république le 17 juin - date de naissance du fondateur du mouvement indépendantiste Jón Sigurðsson.
| Premier·ère ministre (date de naissance et décès) | Premier·ère ministre (date de naissance et décès) | Premier·ère ministre (date de naissance et décès) | Gouvernement et dates          | Gouvernement et dates       | Gouvernement et dates  | Parti                             | Cabinet                            | Législature (élection)                   | Président·e (dates du mandat)  | Notes, faits marquants sur la période |
| Premier·ère ministre (date de naissance et décès) | Premier·ère ministre (date de naissance et décès) | Premier·ère ministre (date de naissance et décès) | #                              | Début                       | Fin                    | Parti                             | Cabinet                            | Législature (élection)                   | Président·e (dates du mandat)  | Notes, faits marquants sur la période |
| ------------------------------------------------- | ------------------------------------------------- | ------------------------------------------------- | ------------------------------ | --------------------------- | ---------------------- | --------------------------------- | ---------------------------------- | ---------------------------------------- | ------------------------------ | --- |
|                                                   |                                                   | Ólafur Thors (1892-1964)                          | 2                              | 21 oct. 1944                | 4 fév. 1947            | Parti de l'Indépendance           | PI-PSD-PS                          | 1946                                     | Sveinn Björnsson (1944-1952) † | Fin de la Seconde Guerre mondiale (1945). |
|                                                   |                                                   | Stefán Jóhann Stefánsson (1894-1980)              | •                              | 4 fév. 1947                 | 6 déc. 1949            | Parti social-démocrate            | PSD-PI-PS                          | 1946                                     | Sveinn Björnsson (1944-1952) † | |
|                                                   |                                                   | Ólafur Thors (1892-1964)                          | 3                              | 6 déc. 1949                 | 14 mars 1950           | Parti de l'Indépendance           | PI                                 | 1949                                     | Sveinn Björnsson (1944-1952) † | |
|                                                   |                                                   | Steingrímur Steinþórsson (1893-1966)              | •                              | 14 mars 1950                | 11 sept. 1953          | Parti du Progrès                  | PP-PI                              | 1949                                     | Sveinn Björnsson (1944-1952) † | Assure dans le triumvirat constitutionnel, l'intérim de la présidence (1952).                                                                                        |
|                                                   |                                                   | Ólafur Thors (1892-1964)                          | 4                              | 11 sept. 1953               | 24 juill. 1956         | Parti de l'Indépendance           | PI-PP                              | 1953                                     | Ásgeir Ásgeirsson (1952-1968)  | |
|                                                   |                                                   | Hermann Jónasson (1896-1976)                      | 5                              | 24 juill. 1956              | 23 déc. 1958           | Parti du Progrès                  | PP-PSD-AP                          | 1956                                     | Ásgeir Ásgeirsson (1952-1968)  | Début de la Première Guerre de la morue (1958). |
|                                                   |                                                   | Emil Jónsson (1902-1986)                          | •                              | 23 déc. 1958                | 20 nov. 1959           | Parti social-démocrate            | PSD                                | Juin 1959                                | Ásgeir Ásgeirsson (1952-1968)  | |
|                                                   |                                                   | Ólafur Thors (1892-1964)                          | 5                              | 20 nov. 1959                | 8 sept. 1961           | Parti de l'Indépendance           | PI-PSD                             | Oct. 1959                                | Ásgeir Ásgeirsson (1952-1968)  | Fin de la Première Guerre de la morue (1961). |
|                                                   |                                                   | Bjarni Benediktsson (1908-1970)                   | 5                              | 8 sept. 1961                | 31 déc. 1961           | Parti de l'Indépendance           | PI-PSD                             | Oct. 1959                                | Ásgeir Ásgeirsson (1952-1968)  | Remaniement du 14 septembre 1961. |
|                                                   |                                                   | Ólafur Thors (1892-1964)                          | 5                              | 1er janv. 1962              | 14 nov. 1963           | Parti de l'Indépendance           | PI-PSD                             | Oct. 1959                                | Ásgeir Ásgeirsson (1952-1968)  | Remaniement du 1er janvier 1962. |
|                                                   |                                                   | Bjarni Benediktsson (1908-1970)                   | •                              | 14 nov. 1963                | 10 juill. 1970 †       | Parti de l'Indépendance           | PI-PSD                             | 1963                                     | Ásgeir Ásgeirsson (1952-1968)  | |
| 1967                                              | Kristján Eldjárn (1968-1980)                      | Bjarni Benediktsson (1908-1970)                   | •                              | 14 nov. 1963                | 10 juill. 1970 †       | Parti de l'Indépendance           | PI-PSD                             |                                          |                                | |
| 1967                                              | Kristján Eldjárn (1968-1980)                      |                                                   |                                | Jóhann Hafstein (1915-1980) | •                      | 10 oct. 1970                      | 14 juill. 1971                     | Parti de l'Indépendance                  | PI-PSD                         | Premier ministre intérimaire à partir du 10 juillet. |
|                                                   | Kristján Eldjárn (1968-1980)                      |                                                   | Ólafur Jóhannesson (1913-1984) | 1                           | 14 juill. 1971         | 28 août 1974                      | Parti du Progrès                   | PP-AP-ULG                                | 1971                           | Deuxième Guerre de la morue (1972-1973). |
|                                                   | Kristján Eldjárn (1968-1980)                      |                                                   | Geir Hallgrímsson (1925-1990)  | •                           | 28 août 1974           | 1er sept. 1978                    | Parti de l'Indépendance            | PI-PP                                    | 1974                           | Troisième Guerre de la morue (1975-1976). |
|                                                   | Kristján Eldjárn (1968-1980)                      |                                                   | Ólafur Jóhannesson (1913-1984) | 2                           | 1er sept. 1978         | 15 oct. 1979                      | Parti du Progrès                   | PP-AP                                    | 1978                           | |
|                                                   | Kristján Eldjárn (1968-1980)                      |                                                   | Benedikt Gröndal (1924-2010)   | •                           | 15 oct. 1979           | 8 fév. 1980                       | Parti social-démocrate             | PSD                                      | 1979                           | |
|                                                   |                                                   | Gunnar Thoroddsen (1910-1983)                     | •                              | 8 fév. 1980                 | 26 mai 1983            | Parti de l'Indépendance (Faction) | PI-PP-AP                           | Vigdís Finnbogadóttir (1980-1996)        | 1979                           | |
|                                                   |                                                   | Steingrímur Hermannsson (1928-2010)               | 1                              | 26 mai 1983                 | 8 juill. 1987          | Parti du Progrès                  | PP-PI                              | Vigdís Finnbogadóttir (1980-1996)        | 1983                           | Sommet de Reykjavik (1986). |
|                                                   |                                                   | Þorsteinn Pálsson (né en 1947)                    | •                              | 8 juill. 1987               | 28 sept. 1988          | Parti de l'Indépendance           | PI-PP-PSD                          | Vigdís Finnbogadóttir (1980-1996)        | 1987                           | |
|                                                   |                                                   | Steingrímur Hermannsson (1928-2010)               | 2                              | 28 sept. 1988               | 10 sept. 1989          | Parti du Progrès                  | PP-PSD-AP                          | Vigdís Finnbogadóttir (1980-1996)        | 1987                           | |
| 3                                                 | 10 sept. 1989                                     | Steingrímur Hermannsson (1928-2010)               | 30 avr. 1991                   | PP-PSD-AP-PdC               |                        | Parti du Progrès                  |                                    | Vigdís Finnbogadóttir (1980-1996)        | 1987                           | |
|                                                   |                                                   | Davíð Oddsson (né en 1948)                        | 1                              | 30 avr. 1991                | 23 avr. 1995           | Parti de l'Indépendance           | PI-PSD                             | Vigdís Finnbogadóttir (1980-1996)        | 1991                           | Plus long mandat en tant que chef de gouvernement d'Islande. |
| 2                                                 | 23 avr. 1995                                      | Davíð Oddsson (né en 1948)                        | 28 mai 1999                    | PI-PP                       | 1995                   | Parti de l'Indépendance           | Ólafur Ragnar Grímsson (1996-2016) |                                          |                                | Plus long mandat en tant que chef de gouvernement d'Islande. |
| 3                                                 | 28 mai 1999                                       | Davíð Oddsson (né en 1948)                        | 23 mai 2003                    | PI-PP                       | 1999                   | Parti de l'Indépendance           | Ólafur Ragnar Grímsson (1996-2016) |                                          |                                | Plus long mandat en tant que chef de gouvernement d'Islande. |
| 4                                                 | 23 mai 2003                                       | Davíð Oddsson (né en 1948)                        | 15 sept. 2004                  | PI-PP                       | 2003                   | Parti de l'Indépendance           | Ólafur Ragnar Grímsson (1996-2016) |                                          |                                | Plus long mandat en tant que chef de gouvernement d'Islande. |
|                                                   |                                                   | Halldór Ásgrímsson (1947-2015)                    | •                              | 15 sept. 2004               | 2003                   | 15 juin 2006                      | Ólafur Ragnar Grímsson (1996-2016) | Parti du Progrès                         | PP-PI                          | |
|                                                   |                                                   | Geir Haarde (né en 1951)                          | 1                              | 15 juin 2006                | 2003                   | 24 mai 2007                       | Ólafur Ragnar Grímsson (1996-2016) | Parti de l'Indépendance                  | PI-PP                          | Crise de 2008 et Révolution des casseroles. |
| 2                                                 | 24 mai 2007                                       | Geir Haarde (né en 1951)                          | 1er fév. 2009                  | PI-A                        | 2007                   |                                   | Ólafur Ragnar Grímsson (1996-2016) | Parti de l'Indépendance                  |                                | Crise de 2008 et Révolution des casseroles. |
|                                                   |                                                   | Jóhanna Sigurðardóttir (née en 1942)              | 1                              | 1er fév. 2009               | 2007                   | 10 mai 2009                       | Ólafur Ragnar Grímsson (1996-2016) | Alliance                                 | A-MVG                          | Première cheffe de gouvernement ouvertement lesbienne au monde. Assemblée constituante islandaise de 2011. Référendums sur la dette et la Constitution (2011, 2012). |
| 2                                                 | 10 mai 2009                                       | Jóhanna Sigurðardóttir (née en 1942)              | 23 mai 2013                    | A-MVG                       | 2009                   |                                   | Ólafur Ragnar Grímsson (1996-2016) | Alliance                                 |                                | Première cheffe de gouvernement ouvertement lesbienne au monde. Assemblée constituante islandaise de 2011. Référendums sur la dette et la Constitution (2011, 2012). |
|                                                   |                                                   | Sigmundur Davíð Gunnlaugsson (né en 1975)         | •                              | 23 mai 2013                 | 7 avr. 2016            | Parti du Progrès                  | Ólafur Ragnar Grímsson (1996-2016) | PP-PI                                    | 2013                           | |
|                                                   |                                                   | Sigurður Ingi Jóhannsson (né en 1962)             | •                              | 7 avr. 2016                 | 11 janv. 2017          | Parti du Progrès                  | PP-PI                              | Guðni Thorlacius Jóhannesson (2016-2024) | 2013                           | |
|                                                   |                                                   | Bjarni Benediktsson (né en 1970)                  | 1                              | 11 janv. 2017               | 30 nov. 2017           | Parti de l'Indépendance           | PI-PR-AR                           | Guðni Thorlacius Jóhannesson (2016-2024) | 2016                           | Petit-neveu du premier ministre Bjarni Benediktsson. |
|                                                   |                                                   | Katrín Jakobsdóttir (née en 1976)                 | 1                              | 30 nov. 2017                | 28 nov. 2021           | Mouvement des verts et de gauche  | MVG-PI-PP                          | Guðni Thorlacius Jóhannesson (2016-2024) | 2017                           | Pandémie de Covid-19 (2020) |
| 2                                                 | 28 nov. 2021                                      | Katrín Jakobsdóttir (née en 1976)                 | 9 avr. 2024                    | MVG-PI-PP                   | 2021                   | Mouvement des verts et de gauche  |                                    | Guðni Thorlacius Jóhannesson (2016-2024) |                                | Pandémie de Covid-19 (2020) |
|                                                   |                                                   | Bjarni Benediktsson (né en 1970)                  | 2                              | 9 avr. 2024                 | 2021                   | 21 déc. 2024                      | Parti de l'Indépendance            | Guðni Thorlacius Jóhannesson (2016-2024) | PI-MVG-PP                      | |
| Halla Tómasdóttir (depuis 2024)                   |                                                   | Bjarni Benediktsson (né en 1970)                  | 2                              | 9 avr. 2024                 | 2021                   | 21 déc. 2024                      | Parti de l'Indépendance            |                                          | PI-MVG-PP                      | |
|                                                   |                                                   | Kristrún Frostadóttir (née en 1988)               | •                              | Depuis le 21 déc. 2024      | Depuis le 21 déc. 2024 | Alliance                          | Sam-Við-Flo                        | 2024                                     |                                | |